# Dutton Horse Bridge
Dutton Horse Bridge je dřevěná lávka o dvou obloucích přes rameno řeky Weaver poblíž vesnic Acton Bridge a Dutton v hrabství Cheshire v Anglii. Most se nachází  mezi zdymadlem Dutton a viaduktem Dutton. Převádí vlečnou stezku přes vedlejší kanál, který slouží k regulaci vodní hladiny, v místě, kde se napojuje na hlavní koryto řeky.
Most byl postaven v letech 1915–1919 a jeho autorem je John Arthur Saner. Je zapsán v anglickém seznamu národního dědictví jako památkově chráněná stavba stupně II.; v seznamu je popsán jako „elegantní stavba v tradici funkčních vodních cest“. Most je jedním z prvních dochovaných příkladů konstrukce z vrstveného dřeva a je také považován za jediný most z vrstveného dřeva zelené srdce v zemi.

## Historie
Projektant mostu J. A. Saner byl v letech 1888–1934 hlavním inženýrem Weaver Navigation Trust. Byl zodpovědný za mnoho dalších inovativních staveb na řece Weaver, včetně Northwichského Hayhurst Bridge a Town Bridge z roku 1899, které jsou považovány za první dva elektricky ovládané kyvné mosty ve Velké Británii, a také za elektrifikaci Andertonského lodního výtahu. Práce na mostě Dutton Horse Bridge byly zahájeny v roce 1915 (technické výkresy z tohoto data archivovala společnost British Waterways) a dokončeny byly v červnu 1919. Most byl renovován v devadesátých letech 20. století, kdy bylo zjištěno, že část potopeného dřeva ze zeleného srdce je stále neporušená.

## Popis
Most je postaven převážně ze dřeva zelené srdce. Má dva oblouky o rozpětí o délce 30,7 m a 31,0 m. Každý oblouk tvoří dvojice poloeliptických dřevěných oblouků z mechanicky vrstveného dřeva, vyztužených trojúhelníkovými dřevěnými vzpěrami, které zároveň podpírají mostovku. Dvojice oblouků jsou vyztuženy litinovými vzpěrami.
Mostovka je 2,4 m široká, je míně klenutá a je opatřena dřevěným zábradlím. Byla původně postavena z dřevěných latí s asfaltovým nátěrem. Střední pilíř spočívá na dvou spojených válcových pilířích z cihel vyplněných betonem. Mostní opěry, které spočívají na dřevěných pilotech, jsou postaveny z cihel zakončených betonovými římsami. Dřevěná konstrukce je natřena bílou barvou a železná konstrukce černou barvou.

## Moderní využití
V údolí Weaver probíhala rekonstrukce na podporu cestovního ruchu. V roce 2002 vznikla u zdymadla Dutton odpočinková zóna, jejíž součástí je lavička od místního umělce Phila Bewse, která má turisty povzbudit k tomu, aby se kochali výhledem na most a nedaleký viadukt. Přes most vede hipostezka, která je součástí Aston Ring Bridleway.